# FBI (I Soprano)

L'agente Harris in una riunione dell'FBI

All'interno della serie televisiva statunitense I Soprano uno dei maggiori filoni narrativi riguarda le relazioni fra l'FBI e i membri delle famiglie criminali DiMeo del New Jersey e Lupertazzi di Brooklyn.

## Agenti dell'FBI

### Capitano Frank Cubitoso
- Interprete: Frank Pellegrino

### Agente Ron Goddard
- Interprete: Michael Kelly

### Agente Ron Gosling
- Interprete: Matt Pepper
- Appare nell'episodio 66

### Agente Frank Grasso
- Interprete: Frank Pando

### Agente Skip Lipari
- Interprete: Louis Lombardi

### Agente Joe Marquez
- Interprete: Gary Perez

### Agente Robyn Sanseverino
- Interprete: Karen Young

### Agente Smyj
- Interprete: Brian Smyj

### Agente Deborah Ciccerone Waldrup
- Interprete: Lola Glaudini

### Agente Mike Waldrup
- Interprete: Will Arnett

### Tecnico informatico
- Interprete: Gary Evans

## Informatori dell'FBI
Nel corso delle 6 stagioni della serie diversi personaggi appartenenti alle due famiglie sono stati contattati dall'FBI e in seguito ne sono divenuti collaboratori.
- Fabian "Febby" Petrulio;
- Jimmy Altieri;
- Big Pussy Bonpensiero;
- Adriana La Cerva;
- Raymond Curto;
- "Black" Jack Massarone;
- Jimmy Petrille;
- Eugene Pontecorvo;
- Carlo Gervasi.

## Principali incriminazioni e indagini

### Indagini e arresti di Tony Soprano
| Controllo di autorità | Europeana agent/base/162645 |